# Mom and Dad (2017)
Mom and Dad is een Amerikaanse zwarte humor horrorfilm uit 2017, geregisseerd door Brian Taylor. De hoofdrollen worden vertolkt door Nicolas Cage, Selma Blair, Anne Winters en Zackary Arthur.

## Verhaal
De tiener Carly en haar jongere broertje Joshua proberen 24 uur te overleven tijdens een massahysterie van onbekende oorsprong die ervoor zorgt dat ouders zich gewelddadig tegen hun eigen kinderen keren.

## Rolverdeling
| Acteur               | Personage    |
| -------------------- | ------------ |
| Nicolas Cage         | Brent Ryan   |
| Selma Blair          | Kendall Ryan |
| Anne Winters         | Carly Ryan   |
| Zackary Arthur       | Joshua Ryan  |
| Robert T. Cunningham | Damon Hall   |
| Olivia Crocicchia    | Riley        |
| Rachel Melvin        | Jeannie      |
| Joseph D. Reitman    | Leraar       |
| Marilyn Dodds Frank  | Barbara Ryan |
| Lance Henriksen      | Mel Ryan     |
| Kris Jerome Flowers  | E.R. dokter  |

## Productie
Mom and Dad is een productionele samenwerking tussen het Verenigd Koninkrijk en de Verenigde Staten. Op 12 februari 2016 werd Nicolas Cage als hoofdrolspeler aangesteld en op 22 juni 2016 volgde Selma Blair. De opnames begonnen in juli 2016 en vonden plaats in Louisville, Kentucky.

## Release
De première van de film vond plaats tijdens de Midnight Madness sessie van het  Internationaal filmfestival van Toronto op 9 september 2017. De film was vanaf 19 januari 2018 te zien in bioscopen.